# Flëur
Flëur is een muzikaal collectief uit Odessa, Oekraïne. Het collectief baseert zich rond de twee originele leden en bezielers Olga Pulatova (Ольга Пулатова) en Olena Voinarovska (Олена Войнаровська). Ze schrijven de teksten, verzorgen de vocalen en vroeger ook de muziek. Heden werkt het hele collectief mee aan de muziek en arrangementen.

## Bezetting

### Huidige leden
- Ольга Пулатова (Olga Pulatova) - piano, zang
- Елена Войнаровская (Elena Voinarovska) - gitaar, zang
- Олексій Ткачевський (Oleksiy Tkachevsky) - percussie
- Катерина Котельникова (Kateryna Kotelnykova) - klavier
- Анастасія Кузьміна (Anastasiya Kuzmina) - viool
- Євгеній Чеботаренко (Yevgeniy Chebotarenko) - basgitaar
- Олексій Полтавченко (Oleksiy Poltavchenko) - cello

### Oud-leden
- Юлія Земляна (Yulia Zemlyana) - fluit
- Катерина Сербіна (Kateryna Serbina) - cello
- Олексій Довгалєв (Oleksiy Dovhaliev) - klavier, akoestische gitaar
- Віталій Дідик (Vitaliy Didyk) - contrabas, basgitaar
- Олександра Дідик (Aleksandra Didyk) - gitaar
- Алла Лужецька (Alla Luzhetska) - fluit
- Владислав Міцовський (Vladyslav Mitsovsky) - percussie
- Георгій Матвеєв (Georgiy Matveyev) - bandura
- Alex Kozmidi - basgitaar, elektrische gitaar

## Discografie
- Prikosnovénie (2002)
- Magic (2003)
- Сияние (2004)
- Всё вышло из-под контроля (2006)
- Почти Живой / Сердце (2008)
- Эйфория (2008)
- Тысяча Светлых Ангелов (2010)
- Пробуждение (2012)